# Flaunden
Flaunden är en ort och civil parish i Storbritannien.   Den ligger i grevskapet Hertfordshire och riksdelen England, i den södra delen av landet, 30 km nordväst om huvudstaden London. Flaunden ligger 142 meter över havet och antalet invånare är 308.
Terrängen runt Flaunden är platt. Runt Flaunden är det mycket tätbefolkat, med 1 573 invånare per kvadratkilometer. Närmaste större samhälle är Watford, 10,4 km sydost om Flaunden. Trakten runt Flaunden består till största delen av jordbruksmark.